# Петро (геральдика)
Петро, точніше Симон Петро, є поширеною фігурою в геральдиці, а отже і геральдичною фігурою.
На ньому зображено бородату чоловічу фігуру з німбом, яка тримає в одній руці ключ. Його одяг переважно золотий або срібний, не виключені інші кольори, наприклад синій. Колір ключа та місце розташування мають бути вказані в описі герба.
Головними атрибутами святого є хрест святого Петра, перевернутий латинський хрест, і ключі Царства Небесного.

Ключі від раю — це один з найвідоміших атрибутів Святого Петра. Вони часто зображуються як два золоті ключі, які він тримає в руках. Ці ключі символізують його владу над небесами. У Євангелії від Матвія Ісус каже Петрові: 
«І Я тобі дам ключі від царства небесного: і що ти зв'яжеш на землі, те буде зв'язане на небі, і що ти розв'яжеш на землі, те буде розв'язане на небі» (Матвія 16:19).
Цей вірш тлумачить як те, що Петро має владу приймати або відкидати людей у царство небесне.
Перевернутий хрест — це ще один поширений атрибут Святого Петра. Петро був розіп'ятий у Римі за наказом імператора Нерона. Він зажадав бути розіп'ятим головою вниз, оскільки вважав себе недостойним померти так само як Ісус Христос.
Атрибутом Святого Петра і також півень. Він зображується біля його ніг або голови. Він асоціюється з апостолом Петром в християнській традиції через подію, описану в Біблії. Згідно з Євангелієм від Матвія (Матвія 26:69-75), перед тим, як півень прокотився, вночі, під час суду над Ісусом, апостол Петро тричі відкинув знайомство з Ісусом. Після цього Ісус звернувся і подивився прямо на Петра, і в той момент півень прокотився.
Інші атрибути, які іноді зображуються разом зі Святим Петром, включають:
- риба — символ християнства;
- корона — символ його папської влади;
- молоток — символ його ролі як першого папи. Петро був каменярем за професією, тому молоток символізує його роль як будівничого Церкви.

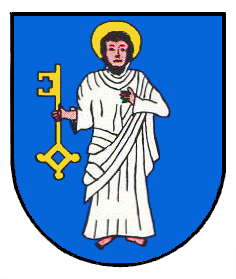
Петерцель біля Санкт-Георгена / Чорний ліс
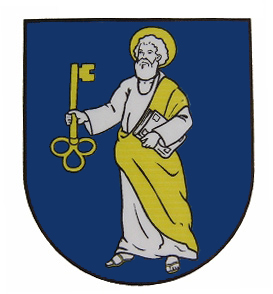
Ліптовський Петер (Словаччина)
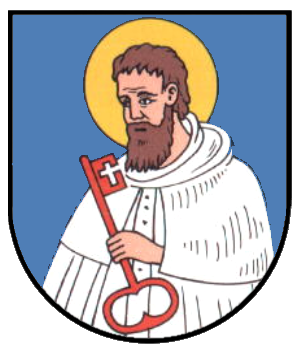
Райхенбах в районі Ортенау
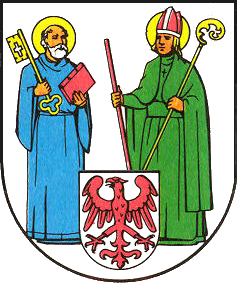
Остерфельд (Саксонія-Ангальт) (Святий Петро в блакитній мантії)
Бокстель (Нідерланди) зі святим Петром у верхньому гербі
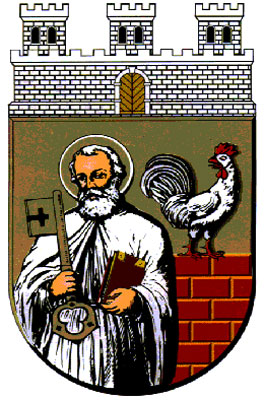
Герб міста Душники-Здруй (Польща)
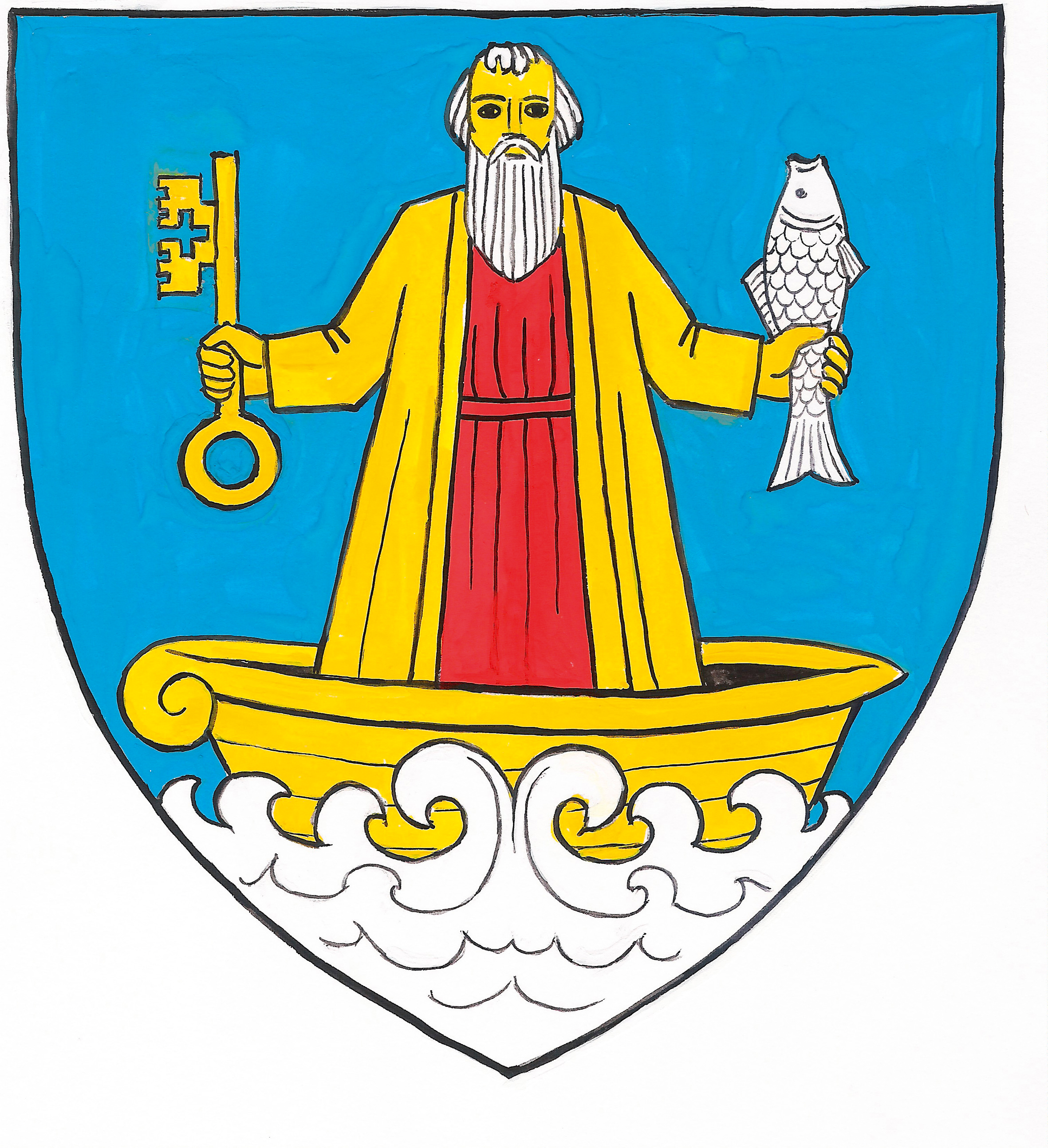
Герб міста Пехларн (Австрія)
Герб Брацлава (1792)